# Испытание человека
«Испытание человека» (яп. 人間の証明 нингэн но сё:мэй, англ. Proof of the Man) — японский фильм, снятый в жанре криминальной драмы режиссёром Дзюнъей Сато в 1977 году. Экранизация одноимённого романа Сэйити Моримура известного в русском переводе под названием «Плюшевый медвежонок».

## Сюжет
… Молодой негр Джонни Хэйвард найден мёртвым в лифте отеля. Следствие установило, что он получил ранение в парке близ отеля. На месте преступления были обнаружены вещи, которые дают основания предположить, что Джонни приехал в Японию для встречи с матерью.
Среди свидетелей оказывается Киоко Ясуги, известный дизайнер. Следователь Мунасэ узнал в ней бывшую служанку бара. Из-за неё погиб её отец, пытавшийся защитить молодую женщину от насилия американских солдат. Но, став женой Йохэя, Киоко заняла видное место в обществе. Следователь предполагает, что Джонни — сын Ясуги, которого она убила, чтобы сохранить тайну своего прошлого. Внезапная гибель единственной свидетельницы прошлого Ясуги усиливает подозрения следователя. Подтвердить версию о том, что Джонни — сын Ясуги, может только его отец. Для встречи с ним Мурасэ вылетает в Нью-Йорк. Там же находится и сын Ясуги — Кёхэй, уехавший по совету матери в Америку, которого она любит больше всего на свете. Но расчёт Ясуги оказался неверным. Спасаясь от полиции, Кёхэй погибает в перестрелке.
Узнав о смерти сына, Киоко Ясуги признаётся в своих преступлениях и кончает жизнь самоубийством.

## В ролях
- Марико Окада — Киоко Ясуги
- Коити Ивасиро — Кёхэй, её сын
- Тосиро Мифунэ — Гун Йохэй, её муж
- Джо Яманака — Джонни Хэйвард
- Джордж Кеннеди — инспектор Шафтен
- Кодзи Цурута — старший инспектор Насу
- Юсаку Мацуда — инспектор Мунасэ
- Тори Ханд — инспектор Ёкодо
- Бродерик Кроуфорд — капитан О’Брайен
- Дзюндзабуро Бан — хозяин трактира

Социальные, даже критические мотивы возникают в фильме нередко. Вот нищета, наркомания Гарлема, вот неоправданная жестокость американской полиции, вот трудные послевоенные годы в Японии, которые, по мысли авторов, многое объясняют в рассказанной ими детективной истории. Если интрига «Испытания человека» — дань простейшим детективным конструкциям, то его фабула содержит немало специфически японских социальных и нравственных проблем. И здесь прочитывается уже личностная авторская позиция.
- Киндзи Фукасаку — Сибуэ, помощник лейтенанта
- Таниэ Китабаяси — старуха
- Рёко Сакагути — Сумико

## Премьеры
- — национальная премьера фильма состоялась 8 октября 1977 года[1].
- — фильм демонстрировался в советском кинопрокате с сентября 1979 года[комм. 1][2].

## О фильме
С 1976 года президент большой издательской компании Kadokawa, господин Харуки Кадокава решил расширить сферу своей деятельности, взявшись за производство фильмов. Основав кинокомпанию «Кадокава Харуки Дзимусё» он начал выпуск собственных кинолент, став генеральным директором и продюсером основанной им студии по производству фильмов. Естественным был и тот факт, что эта кинокомпания занималась главным образом экранизациями той литературы, что выпускалась издательским холдингом основателя кинокомпании. Одним из популярных романистов издательства Kadokawa был на тот момент автор детективов Сэйити Моримура, общий тираж книг которого превысил десятки миллионов экземпляров. Один из его остросоциальных детективов «Испытание человека» и был предложен для экранизации маркетинговой службой издательства уже на первоначальном этапе создания кинокомпании.
И хотя в художественном плане фильм не был вполне удачным, его коммерческий успех был впечатляющим.
Надо отметить коммерческую хватку Харуки Кадокава. Удачный выбор романа, ставка на популярнейших звёзд японского кинематографа (Марико Окада, Тосиро Мифунэ, Кодзи Цурута). Привлечение к проекту весьма именитых голливудских актёров (Джордж Кеннеди и Бродерик Кроуфорд). Массированная реклама фильма в средствах массовой информации (в том числе и на телевидении), на которую фирма израсходовала свыше миллиона йен — сумму, двукратно превышающую стоимость самой постановки. Плюс зрелищная составляющая самой картины — убийства, жестокие потасовки, погони, роскошная жизнь богачей. Все эти компоненты вместе взятые привлекли зрителя в кинозалы. По результатам проката, в 1977 году фильм занял первое место, собрав 4 миллиона зрителей, и впервые в истории национальной кинематографии обошёл по кассовым сборам голливудские боевики, до этого неизменно возглавлявшие списки самых посещаемых кинолент в Японии. Продюсер Кадокава ещё долгие годы будет пожинать плоды успеха этого проекта, однако в дальнейшем такого фурора его кинокомпания уже не испытает и «Кадокава Харуки Дзимусё» тихо закроется в начале 1990-х. В 2005 году Харуки Кадокава возродит своё детище. На вновь открытой студии будет запущен громкий проект «Ямато», над которым будет работать постановщик «Испытания человека» Дзюнья Сато, но былого успеха Кадокава уже не добился.

## Награды и номинации
- Премия Японской киноакадемии[5]
  - Номинация на премию за лучший саундтрэк — Юдзи Оно.

## Комментарии
1. ↑  В советском прокате фильм демонстрировался с сентября 1979 года, р/у Госкино СССР № 2087/79 — опубликовано: «Аннотированный каталог фильмов действующего фонда: Зарубежные художественные фильмы», В/О «Союзинформкино» Гл. упр. кинофикации и кинопроката Госкино СССР, М.-1980, С. 85.